# 保勝社
保胜社，本名富流市镇是越南老街省下轄的一个社，曾为保胜县的县人民委员会所在地。面积22.19平方千米，2019年人口10802人。辖6个村，13个居民小组（Tổ dân phố，直译庯民组）。镇区面积7.76平方千米，人口1,546人。
是越南4E公路和滇越铁路的交汇处。横跨红河的公铁两用桥为4E公路和富奔铁路共用。1979年3月13日，保胜县城从老街市以西的国境地区迁至富流村并建镇。2025年行政区划改革後，保胜县被废除，富流市镇改制为老街省直辖的社，名为保胜社。